# Francis J. Mugavero
Francis John Mugavero (* 8. Juni 1914 in Brooklyn; † 12. Juli 1991) war ein US-amerikanischer römisch-katholischer Geistlicher und Bischof von Brooklyn.

## Leben
Francis J. Mugavero empfing am 18. Mai 1940 durch den Bischof von Brooklyn, Thomas Edmund Molloy, die Priesterweihe für das Bistum Brooklyn.
Papst Paul VI. ernannte ihn am 15. Juli 1968 zum Bischof von Brooklyn. Der Apostolische Delegat in den USA, Erzbischof Luigi Raimondi, spendete ihm am 12. September desselben Jahres die Bischofsweihe; Mitkonsekratoren waren der Erzbischof von New York, Terence James Cooke und Weihbischof John Joseph Boardman aus Brooklyn.
Am 20. Februar 1990 nahm Papst Johannes Paul II. sein altersbedingtes Rücktrittsgesuch an.